# Progress-Station
Koordinaten: 69° 22′ 30″ S, 76° 23′ 30″ O

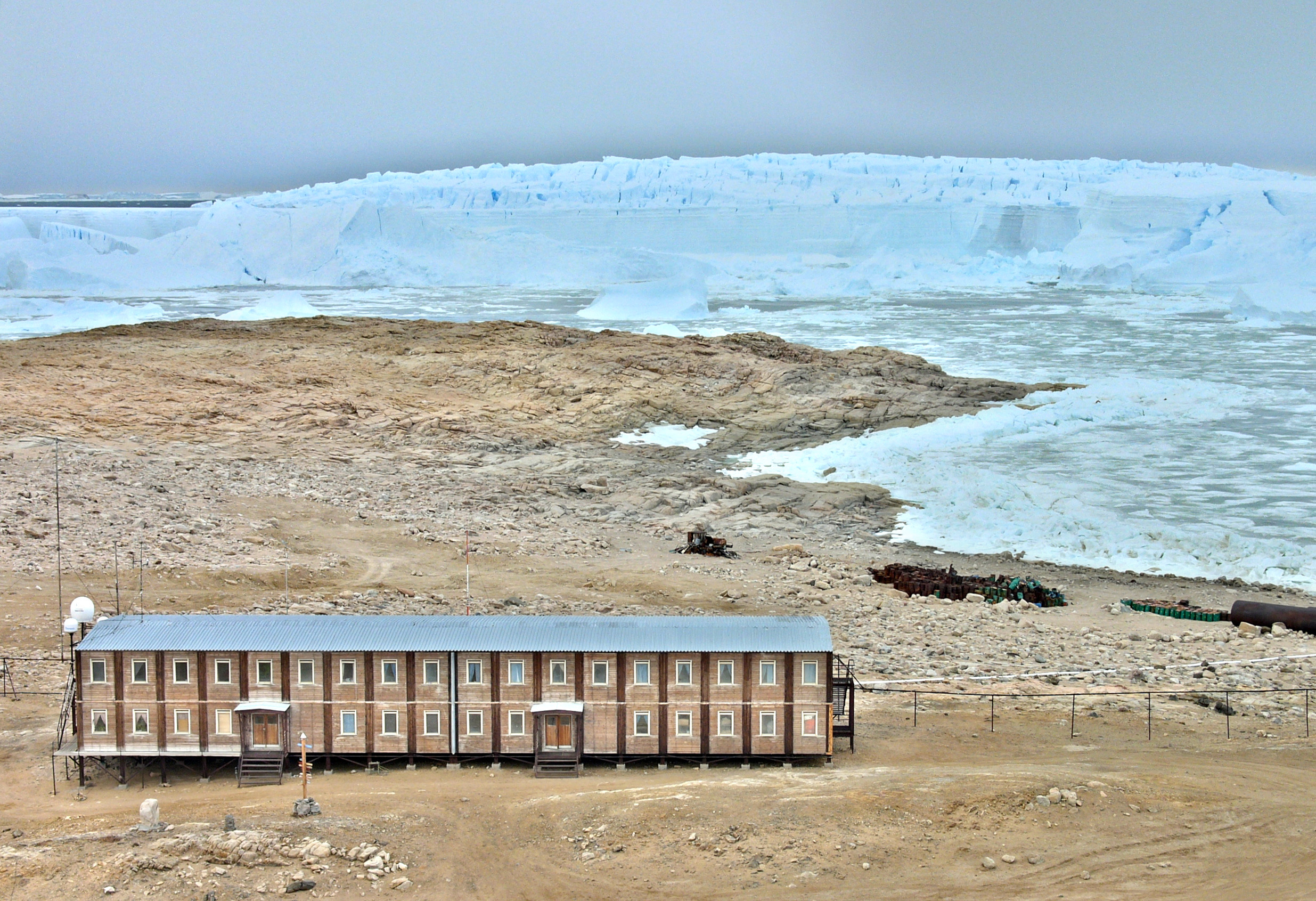
Zentralgebäude der Progress-Station im Sommer 2007

Die Progress-Station (russisch Прогресс bzw. Прогресс-2) ist eine russische (ehemals sowjetische) Forschungsstation in der Antarktis. Sie befindet sich auf der Halbinsel Xiehe Bandao in den Larsemann Hills an der Ingrid-Christensen-Küste des ostantarktischen Prinzessin-Elisabeth-Lands.
Die Station wurde von der 33. Sowjetischen Antarktisexpedition am 1. April 1988 eingerichtet und am 26. Februar 1989 an einen anderen Platz verlegt.
Im Jahr 2000 wurde die Arbeit zeitweise eingestellt, doch die Station wurde 2003 wiedereröffnet.
Nahe bei der Station befindet sich eine Landebahn, um die Luftverbindung mit anderen Stationen zu gewährleisten. Zwischen 1998 und 2001 wurde von Progress aus die Mirny-Station versorgt.
Seit 2004 wird Progress als ganzjährig besetzte Station ausgebaut.